# Axel W. Bauer

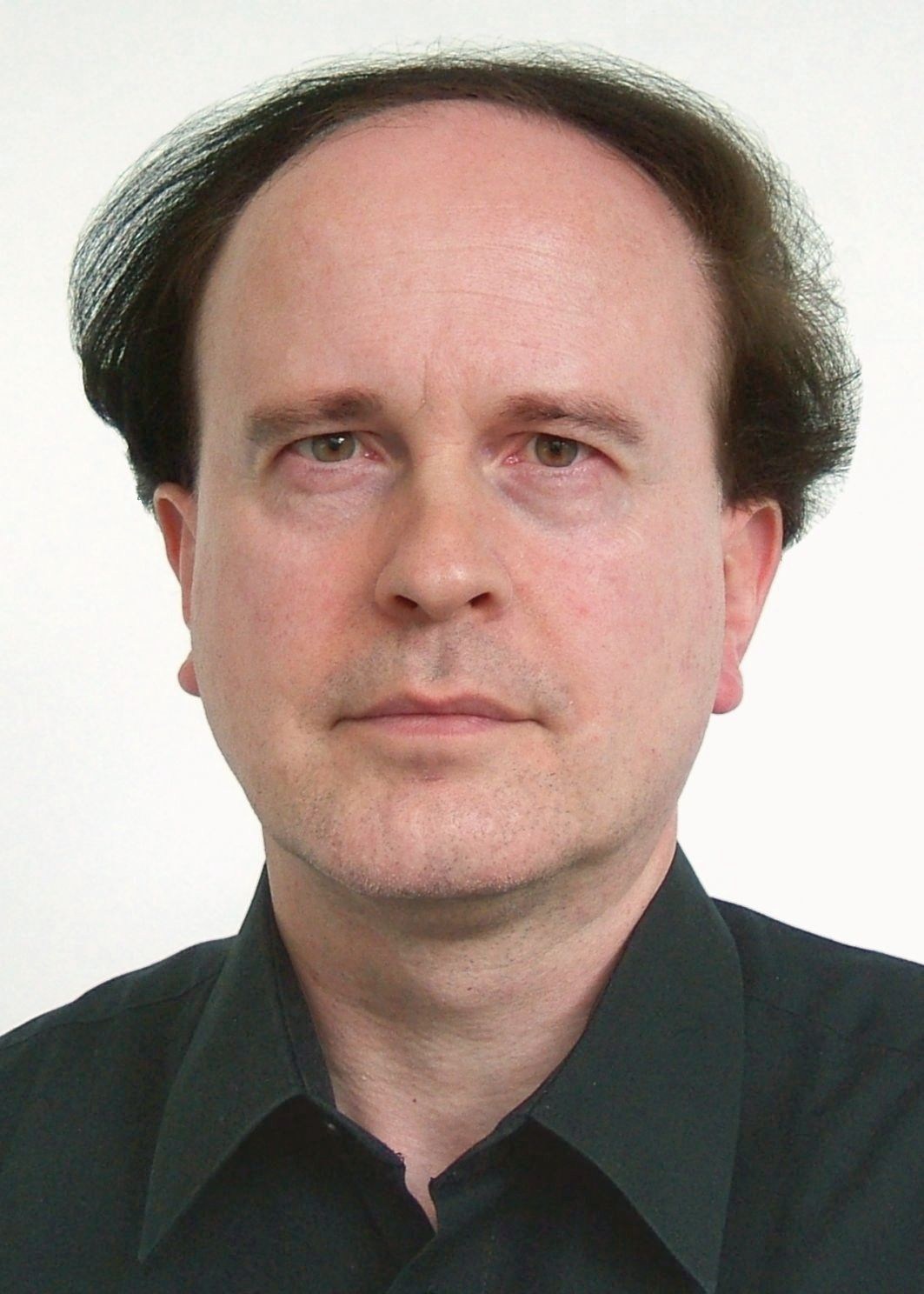
Axel W. Bauer (2007)

Axel W. Bauer (* 6. April 1955 in Karlsruhe) ist ein deutscher Medizinhistoriker, Wissenschaftstheoretiker und Medizinethiker.

## Leben
Nach dem Abitur am Bismarck-Gymnasium Karlsruhe (1974) studierte Axel Bauer von 1974 bis 1980 Medizin an der Albert-Ludwigs-Universität Freiburg. Im selben Jahr wurde er dort nach Verteidigung seiner Dissertationsschrift Schwerhörigkeit und Hörgerät. Eine Studie über die Ausführung stereophoner Hörgeräteversorgung in der Freiburger HNO-Klinik und ihre Ergebnisse zum Dr. med. promoviert. 1981 wurde er Hochschulassistent bei Heinrich Schipperges am Institut für Geschichte der Medizin der Ruprecht-Karls-Universität Heidelberg. Im Jahre 1986 habilitierte sich Axel Bauer an der damaligen Fakultät für Naturwissenschaftliche Medizin der Universität Heidelberg mit der Habilitationsschrift Pathologie auf den Versammlungen deutscher Naturforscher und Ärzte von 1822 bis 1872. Die Krankheitslehre auf dem Weg zur naturwissenschaftlichen Morphologie und wurde Privatdozent für Geschichte der Medizin. Von 1986 bis 1989 war er Vertreter der C4-Professur für Geschichte der Medizin an der Universität Heidelberg. Zudem war er von 1987 bis 1989 kommissarischer Direktor des Instituts für Geschichte der Medizin.
Von 1989 bis 1995 war Bauer Hochschuldozent an der Medizinischen Fakultät der Universität Heidelberg, seit 1992 zugleich außerplanmäßiger Professor. Im Jahre 2002 wurde seine Lehrbefugnis auf die Gebiete Geschichte, Theorie und Ethik der Medizin erweitert. Nebenamtlich war er von 1987 bis 2004 Lehrbeauftragter für Geschichte der Medizin an der damaligen Fakultät für Klinische Medizin Mannheim der Universität Heidelberg. Seit 2004 ist Bauer Professor für Geschichte, Theorie und Ethik der Medizin an der Medizinischen Fakultät Mannheim der Universität Heidelberg (Universitätsmedizin Mannheim) und war dort von 2004 bis 2025 Leiter dieses Fachgebietes.
Bauer war von 2008 bis 2012 Mitglied des Deutschen Ethikrates. Eine erneute Wahl, zu der ihn die AfD-Bundestagsfraktion vorgeschlagen hatte, scheiterte bei der Abstimmung im Bundestag am 23. April 2020.

## Mitgliedschaften
- Von 2004 bis 2010: Gründungsmitglied und Vorsitzender des Klinischen Ethik-Komitees der Universitätsmedizin Mannheim
- Von 2001 bis 2005: Mitglied im Wissenschaftlichen Beirat Bio- und Gentechnologie der CDU/CSU-Fraktion des Deutschen Bundestages
- Von 2008 bis 2012: Mitglied im Deutschen Ethikrat
- Seit 2016: Mitglied der Christdemokraten für das Leben (CDL)
- Seit 2017: Mitglied im Herausgeberbeirat der Zeitschrift für Lebensrecht (ZfL)
- Seit 2019: Mitglied der Europäischen Akademie der Wissenschaften und Künste
- Seit 2019: Mitglied der Ethikkommission II der Universität Heidelberg für die Medizinische Fakultät Mannheim

## Forschung
Bauers medizinhistorische Forschungsschwerpunkte sind die Geschichte der Pathologie und der Pathologischen Anatomie, die Institutionalisierung medizinischer Disziplinen im 19. und 20. Jahrhundert sowie die Entwicklung der naturwissenschaftlichen Medizin im 19. und 20. Jahrhundert. Darüber hinaus forscht und lehrt er auf den Gebieten Wissenschaftstheorie in der Medizin sowie Medizinische Ethik und Bioethik. Hier beschäftigt sich Axel Bauer vor allem mit der Forschung an menschlichen embryonalen Stammzellen, der Präimplantationsdiagnostik, mit dem Thema Sterbehilfe und assistierter Suizid sowie mit ethischen Fragen bei der Diagnose und Behandlung von Krebserkrankungen.
In der Medizin- und Bioethik vertritt Bauer überwiegend konservative Positionen, sowohl im Hinblick auf den Schutz des frühen menschlichen Lebens als auch im Hinblick auf eine sogenannte Sterbehilfe. Bauer argumentiert philosophisch und rechtsethisch rational, bezweifelt jedoch mit Blick auf das Münchhausen-Trilemma von Hans Albert die nicht metaphysische Letztbegründbarkeit moralischer Aussagen. In der Metaethik vertritt Bauer im Anschluss an John R. Searle und Rafael Ferber die Auffassung, dass moralische Tatsachen wissenschaftlich als soziale Institutionen (institutional facts) und nicht als objektiv vorgegebene Entitäten (brute facts) rekonstruiert werden müssen.
Als Wissenschaftstheoretiker wurde Bauer besonders durch die Formulierung von vier Axiomen des systematischen Erkenntnisgewinns in der Medizin bekannt, wonach Schulmedizin und Alternativmedizin unterschiedliche Formen des Wissenserwerbs nutzen, die prinzipiell nicht miteinander kompatibel sind. Bauer selbst steht in dieser Kontroverse auf Seiten der wissenschaftlichen, evidenzbasierten Medizin.

## Veröffentlichungen (Auswahl)

### Monographien
- Die Krankheitslehre auf dem Weg zur naturwissenschaftlichen Morphologie. Pathologie auf den Versammlungen Deutscher Naturforscher und Ärzte von 1822–1872 (= Schriftenreihe zur Geschichte der Versammlungen Deutscher Naturforscher und Ärzte. Band 5). WVG, Stuttgart 1989, ISBN 3-8047-0930-3.
- Theorie der Medizin. Dialoge zwischen Grundlagenfächern und Klinik. Johann Ambrosius Barth Verlag, Heidelberg / Leipzig 1995, ISBN 3-335-00450-7.
- Medizinische Ethik am Beginn des 21. Jahrhunderts. Theoretische Konzepte, Klinische Probleme, Ärztliches Handeln. Johann Ambrosius Barth Verlag, Heidelberg / Leipzig 1998, ISBN 3-335-00538-4.
- als Hrsg. mit Reinhold Haux, Wolfgang Eich, Wolfgang Herzog, Johann Caspar Rüegg und Jürgen Windeler: Wissenschaftlichkeit in der Medizin, 2: Physiologie und Psychosomatik. Versuche einer Annäherung. VAS, Frankfurt am Main 1998, ISBN 3-88864-249-3.
- mit Christel Weiß: Promotion. Die medizinische Doktorarbeit – von der Themensuche bis zur Dissertation. Thieme, Stuttgart / New York 2001; 4. Auflage ebenda 2015, ISBN 978-3-13-127214-0.
- Vom Nothaus zum Mannheimer Universitätsklinikum. Krankenversorgung, Lehre und Forschung im medizinhistorischen Rückblick. Verl. Regionalkultur, Ubstadt-Weiher 2002, ISBN 3-89735-196-X.
- mit Anthony D. Ho: „Nicht blos künstlich in einem Spitale“. Zweihundert Jahre Medizinische Universitäts-Poliklinik Heidelberg und ihr Weg von der Stadtpraxis bis zur Blutstammzelltransplantation. Heidelberg 2005; 2. Auflage 2016.
- als Hrsg. mit Grietje Beck: Anästhesie am Mannheimer Universitätsklinikum 1952–2009. Von den ersten Narkoseärztinnen bis zur Klinik für Anästhesiologie und Operative Intensivmedizin. Universitätsmedizin Mannheim, Mannheim 2009, ISBN 978-3-9812485-2-4.
- Normative Entgrenzung. Themen und Dilemmata der Medizin- und Bioethik in Deutschland. Springer VS, Wiesbaden 2017, ISBN 978-3-658-14033-5.
- als Hrsg. mit Ralf-Dieter Hofheinz und Jochen S. Utikal: Ethical Challenges in Cancer Diagnosis and Therapy. Springer Nature Switzerland, Cham 2021, ISBN 978-3-030-63748-4.

### Aufsätze in Sammelwerken und Fachzeitschriften
- Bemerkungen zur Verwendung des Terminus „Anthropologie“ in der Medizin der Neuzeit (16.–19. Jahrhundert). In: Eduard Seidler (Hrsg.): Medizinische Anthropologie. Beiträge für eine Theoretische Pathologie (= Veröffentlichungen aus der Forschungsstelle für Theoretische Pathologie der Heidelberger Akademie der Wissenschaften). Springer, Berlin/Heidelberg/New York/Tokyo 1984, ISBN 3-540-13183-3, S. 32–55.
- Georg Franck von Franckenau. Repräsentant einer empirischen Heilkunde im Zeitalter des Barock. In: Wilhelm Doerr (Hrsg.): Semper Apertus. Sechshundert Jahre Ruprecht-Karls-Universität Heidelberg 1386–1986. Festschrift in sechs Bänden. Band 1: Mittelalter und frühe Neuzeit (1386–1803). Springer, Berlin/Heidelberg/New York/Tokyo 1985, ISBN 3-540-15425-6, S. 440–462.
- mit Karin Langsch: Die Etablierung der Zahnmedizin an der Universität Heidelberg 1895–1945. In: Würzburger medizinhistorische Mitteilungen. Band 9, 1991, S. 377–392.
- Axiome des systematischen Erkenntnisgewinns in der Medizin. In: Der Internist. Band 38, 1997, S. 299–306.
- Der Körper als Marionette? Georg Ernst Stahl und das Wagnis einer psychosomatischen Medizin. In: Dietrich von Engelhardt, Alfred Gierer (Hrsg.): Georg Ernst Stahl (1659–1734) in wissenschaftshistorischer Sicht. Leopoldina-Meeting am 29. und 30. Oktober 1998 in Halle (S.). In: Acta historica Leopoldina. Nr. 30, 2000, S. 81–95.
- Streitfall Anatomie und Öffentlichkeit. In: Franz Josef Wetz und Brigitte Tag (Hrsg.): Schöne Neue Körperwelten. Der Streit um die Ausstellung. Klett-Cotta, Stuttgart 2001, ISBN 3-608-94311-0, S. 171–203.
- Plastinate und ihre Präsentation im Museum – eine wissenschaftstheoretische und bioethische Retrospektive auf ein Medienereignis. In: Institut für Plastination (Hrsg.): Körperwelten. Die Faszination des Echten. 11. Auflage. Institut für Plastination, Heidelberg 2001, ISBN 3-933551-01-3, S. 216–229.
- Gesunder Leib und kranker Körper. Das sich wandelnde Bild vom Menschen in der Geschichte der Medizin und sein Beitrag zur Philosophie der Biowissenschaften. In: Giovanni Maio, Volker Roelcke (Hrsg.): Medizin und Kultur. Ärztliches Denken und Handeln im Dialog zwischen Natur- und Geisteswissenschaften. Festschrift Dietrich von Engelhardt. Schattauer, Stuttgart 2001, ISBN 3-7945-2129-3, S. 77–95.
- Der Mensch als Produkt der Gene und die Unantastbarkeit seiner Würde. In: Deutsche Richterzeitung. Band 80, 2002, Heft 5, S. 163–169.
- Die Medizin im Renaissance-Humanismus auf dem Weg von der mittelalterlichen Personalautorität zur neuzeitlichen Sachautorität am Beispiel von Botanik, Anatomie und Chirurgie. In: Dominik Groß, Monika Reininger (Hrsg.): Medizin in Geschichte, Philologie und Ethnologie. Festschrift für Gundolf Keil. Königshausen & Neumann, Würzburg 2003, ISBN 3-8260-2176-2, S. 11–25.
- Innere Medizin, Neurologie und Dermatologie. In: Wolfgang U. Eckart, Volker Sellin, Eike Wolgast (Hrsg.): Die Universität Heidelberg im Nationalsozialismus. Heidelberg 2006, ISBN 3-540-21442-9, S. 719–810.
- Die Pathographie Wolfgang Amadé Mozarts. Möglichkeiten und Probleme einer retrospektiven Diagnostik. In: Würzburger medizinhistorische Mitteilungen. Band 25, 2006, S. 153–173.
- Metaphern. Bildersprache und Selbstverständnis der Medizin. In: Der Anaesthesist. Band 55, 2006, S. 1307–1314.
- Das Klinische Ethik-Komitee (KEK) im Spannungsfeld zwischen Krankenhaus-Zertifizierung, Moralpragmatik und wissenschaftlichem Anspruch. In: Wiener Medizinische Wochenschrift. Band 157, 2007, S. 201–209.
- Gesundheit als normatives Konzept in medizintheoretischer und medizinhistorischer Perspektive. In: Ilona Biendarra, Marc Weeren (Hrsgg.): Gesundheit – Gesundheiten? Eine Orientierungshilfe. Königshausen & Neumann, Würzburg 2009, ISBN 978-3-8260-3743-6, S. 31–57.
- Was ist der Mensch? Antwortversuche der medizinischen Anthropologie. (Überarbeitete Version des Eröffnungsvortrags zur Tagung „Was ist der Mensch? Wie der medizinische Fortschritt das Menschenbild verändert“ der Evangelischen Akademie Baden in Bad Herrenalb vom 11. November 2011.) In: Fachprosaforschung – Grenzüberschreitungen. Band 8/9, 2012/2013, ISBN 978-3-86888-077-9, S. 437–453.
- Todes Helfer. Warum der Staat mit dem neuen Paragraphen 217 StGB die Mitwirkung am Suizid fördern will. Edition Sonderwege bei Manuscriptum, Waltrop/Leipzig 2013, ISBN 978-3-937801-78-0, S. 93–169 (zusammen mit Texten von Andreas Krause Landt und Reinhold Schneider zum Thema Sterbehilfe bzw. Selbstmord).
- Vor 50 Jahren. Wie das Medizinstudium in Mannheim begann. In: Fachprosaforschung – Grenzüberschreitungen. Band 10, Deutscher Wissenschafts-Verlag, Baden-Baden 2014, ISBN 978-3-86888-108-0, S. 145–163.
- „Social Freezing“. Nachwuchsplanung als (fremd-)gesteuerte Manipulation der Biografie. In: Katholische Bildung. Band 116, 2015, Heft 3, S. 103–118.
- Die erste Bluttransfusion beim Menschen durch Jean-Baptiste Denis im Jahre 1667 aus medizinhistorischer Perspektive. In: Transfusionsmedizin – Immunhämatologie, Hämotherapie, Transplantationsimmunologie, Zelltherapie. Band 8, Nr. 1, Februar 2018, ISSN 2191-8805, S. 33–39.
- mit Céline Schlager: Ethischer Diskurs, politische Debatte und mediale Inszenierung im zeitlichen Kontext der Gesetzgebung zum assistierten Suizid (§ 217 StGB) in Deutschland. In: Zeitschrift für Lebensrecht. Band 27, Nr. 1, 2018, ISSN 0944-4521, S. 60–68.
- Karl Landsteiner: Entdecker der Blutgruppen in Wien – Nobelpreisträger in New York. In: Transfusionsmedizin – Immunhämatologie, Hämotherapie, Transplantationsimmunologie, Zelltherapie. Band 8, Nr. 3, August 2018, ISSN 2191-8805, S. 164–169.
- mit Laurens Paul Winkelmeier: Das 2013 gescheiterte deutsche Gesetzgebungsverfahren zum assistierten Suizid. In: Imago Hominis. Band 25, Heft 3, 2018, S. 205–214.
- mit Yvonne Spranz: Pathologie der Lebertumoren in Virchows Archiv zwischen 1900 und 1930: Innovation oder Stagnation in der Krebsforschung? In: Ingo Wirth (Hrsg.): Virchow-Forschung als Lebensaufgabe. Festschrift zum 80. Geburtstag von Christian Andree. Georg Olms Verlag, Hildesheim/Zürich/New York 2018, ISBN 978-3-487-15703-0, S. 3–25.
- Normative Entgrenzungsprozesse am Beginn des menschlichen Lebens. In: Hermes Andreas Kick, Manfred Oeming (Hrsg.): Grenzen und Entgrenzung. Ethische Orientierung in einer destabilisierten Welt (= Affekt – Emotion – Ethik. Band 18). LIT, Berlin 2019, ISBN 978-3-643-14488-1, S. 29–41.
- mit Jila Hosseini: Wer definiert den Tod des Menschen? Die Richtlinien der Bundesärztekammer zur Feststellung des Hirntodes von 1982 bis 2015. In: Rainer Beckmann, Gunnar Duttge, Klaus Ferdinand Gärditz et al. (Hrsg.): Gedächtnisschrift für Herbert Tröndle. Duncker & Humblot, Berlin 2019, ISBN 978-3-428-15739-6, S. 849–864.
- mit Anabel Voth: Social Freezing aus medizinethischer Perspektive. In: Zeitschrift für medizinische Ethik. Band 66, Nr. 1, Januar 2020, ISSN 0944-7652, S. 85–98.
- Autonomie als medizinethischer Zentralbegriff der 1990er Jahre und ihre Verwandlung zum Mantra entgrenzter Biopolitik. In: Johannes Hattler, Johann Christian Koecke (Hrsg.): Biopolitische Neubestimmung des Menschen. Menschenwürde und Autonomie. Springer VS, Wiesbaden 2020, ISBN 978-3-658-28942-3, S. 11–30.
- Euthanasia and Assisted Suicide: Realization or Abandonment of Self-Determination? In: Axel W. Bauer, Ralf-Dieter Hofheinz, Jochen S. Utikal (Hrsg.): Ethical Challenges in Cancer Diagnosis and Therapy. Springer Nature Switzerland, Cham 2021, ISBN 978-3-030-63748-4, S. 219–232.
- mit Tomke Kühl: Corona-Pandemie: Wissenschaft zwischen Expertise, Politikberatung und Lobbyismus. In: Imago Hominis. Band 28, Heft 3, Jahr 2021, S. 205–218.
- Selbsttötung, Sterbehilfe, Tötung auf Verlangen: der „gute Tod“ am Lebensende? In: Christoph Böhr, Markus Rothhaar (Hrsg.): Anthropologie und Ethik der Biomedizin. Grundlagen und Leitfragen. Springer VS, Wiesbaden 2021, ISBN 978-3-658-34301-9, S. 211–227.
- Percy Lane Oliver (1878–1944) und die Gründung des ersten Blutspenderdienstes in England im Jahr 1921. In: Transfusionsmedizin – Immunhämatologie, Hämotherapie, Transplantationsimmunologie, Zelltherapie. Band 12, Nr. 1, Februar 2022, ISSN 2191-8805, S. 62–66.
- mit Florian M. Dienerowitz und Svetlana Hetjens: Gründe für den Schwangerschaftskonflikt in Deutschland – ein Untersuchungsansatz. In: Geburtshilfe und Frauenheilkunde. Band 82, Nr. 7, Juli 2022, ISSN 0016-5751, S. 689–692.
- mit Theresa Fischer: Warum gibt es den Deutschen Ethikrat? Zur Entwicklung der institutionalisierten Politikberatung. In: Zeitschrift für medizinische Ethik. Band 68, Nr. 3, 2022, ISSN 0944-7652, S. 353–366.
- Zwischen Thanatologie und Thanatopolitik. Von den Grenzgängen gegenwärtiger Medizinethik. In: Angelika Brauers, Bruno Ortmanns (Hrsg.): Thanatologie im deutschsprachigen Raum – Interdisziplinäre Perspektiven. Rediroma-Verlag, Remscheid 2023, ISBN 978-3-98527-661-5, S. 74–86.
- mit Florian M. Dienerowitz: Dammbruch Schwangerschaftsabbruch – Abtreibung als Vehikel politischer, wissenschaftlicher und wirtschaftlicher Interessen. In: Zeitschrift für Lebensrecht. Band 32, Nr. 2, 2023, ISSN 0944-4521, S. 125–139.
- mit Regina M. Altschäffl: Der assistierte Suizid - vermeintlich ultimativer Ausdruck bürgerlicher Freiheit? In: Zeitschrift für medizinische Ethik. Band 70, 2024, ISSN 2949-8570, S. 1–20.
- mit Nicola Theis: Der Beginn der Corona-Krise in Deutschland im Frühjahr 2020: medizinische und ethische Aspekte als Medieninszenierung. In: Medizinhistorische Mitteilungen. Band 38, 2025, ISSN 2511-7122, S. 273–289.